# ジェフ・バーグマン
ジェフ・バーグマン（Jeffrey Allen Bergman、1960年7月10日 - ）は、アメリカ合衆国の声優、コメディアン。
ルーニー・テューンズやハンナ・バーベラ・プロダクションのキャラクターに声を演じている。